# دوخ
دوخ علفی پهن و بلند است که از آن حصیر می‌بافند و انگور و خربزه بدان آونگ می‌کنند. این گیاه بسیارشاخ است و در آب ایستاده می‌روید.
در قدیم دوخ را در زمستان‌ها در مسجدها می‌افکنند یا از او حصیر می‌بافتند و در بسیاری مناطق به‌ویژه در تبریز و نخجوان زمانی که آن گیاه خشک می‌شد آن را به یک اندازه پاره‌پاره می‌کردند و در هر دو سر آن گوگرد مالیده و می‌فروختند.
از دوخ و پیزر در قدیم برای کاغذسازی هم بهره می‌جستند.

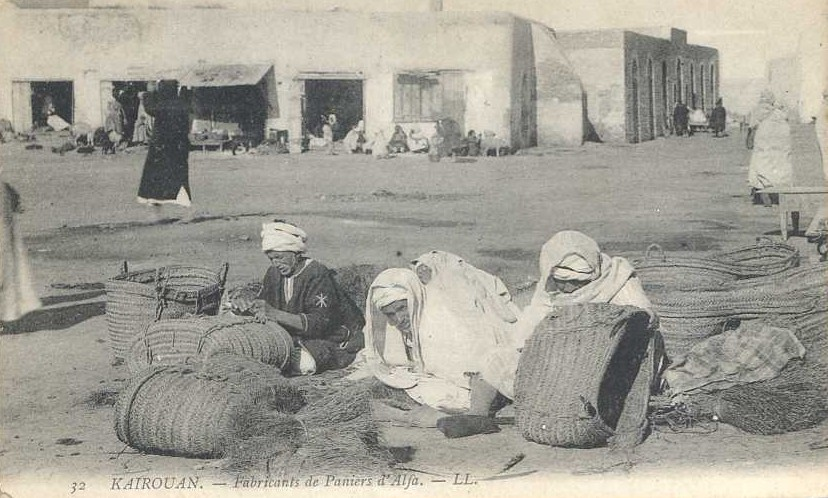
سبدبافی از دوخ در قیروان.

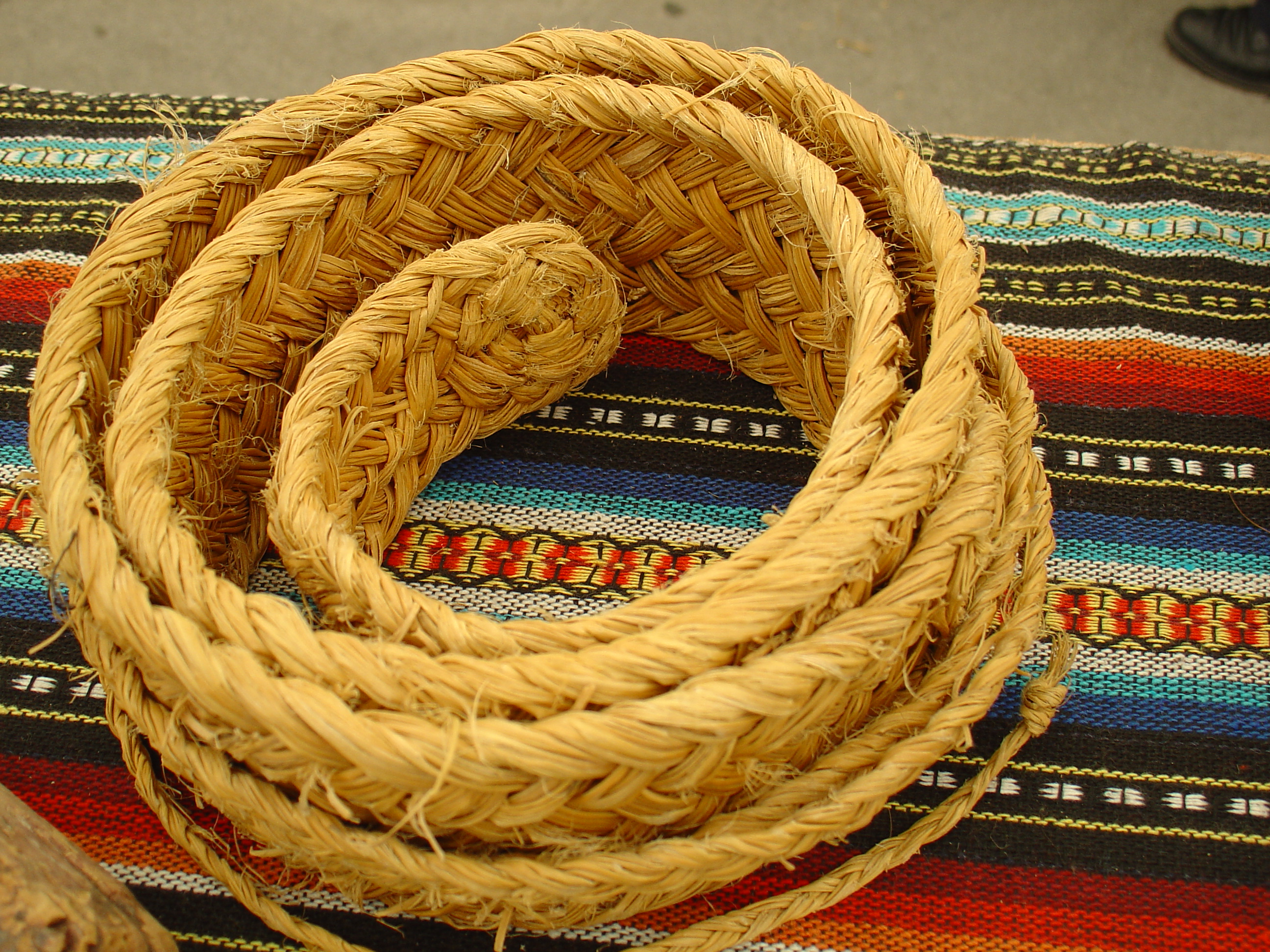
دست‌بافتی از دوخ.